# Paris Latino
Paris Latino ist ein 1983 als Single veröffentlichtes Lied der französischen Musikgruppe Bandolero, das in einigen europäischen Ländern erfolgreich war. Es wurde von Carlos und José Perez gemeinsam geschrieben.

## Hintergrund
Paris Latino wurde von Alexis Quinlin produziert. An der Soundproduktion war, neben den Perez-Brüdern, zudem Dominique Blanc-Francard beteiligt.
Auf der B-Seite befanden sich die Songs El Bandido Caballero und Tango Tango.
Der US-Remix stammte von John "Jellybean" Benitez, der zu jener Zeit gerade in einer Beziehung mit der Sängerin Madonna war.
Das Musikvideo wurde von Patryck de Froidmont realisiert.

## Chartplatzierungen
| ChartsChartplatzierungen | Höchstplatzierung | Wochen |
| ------------------------ | ----------------- | ------ |
| Schweiz (IFPI)           | 2 (12 Wo.)        | 12     |

## Coverversionen
- 1995: Bandolero Team
- 2002: Star Academy 2
- 2011: Cabballero